# أرنب جبال مانزانو
أرنب جبال مانزانو (الإسم العلمي:Sylvilagus cognatus)، هو نوع من الثدييات يتبع فصيلة الأرانب ضمن رتبة الأرنبيات. يستوطن سلسلة جبال مانزانو بين المكسيك والولايات المتحدة.